# Lucas Ansah-Peprah
Lucas Ansah-Peprah (* 16. Januar 2000 in Stuttgart) ist ein deutscher Leichtathlet ghanaischer Herkunft, der sich auf den Kurzsprint spezialisiert hat und in der Nationalstaffel läuft.

## Sportliche Laufbahn
Bis Ansah-Peprah zur Leichtathletik kam, spielte er Fußball. In die Leichtathletik hat er im Jahr 2016 über Jugend trainiert für Olympia gefunden.
Aufgefallen ist er bei den Norddeutschen Meisterschaften 2017, bei denen er den ersten Platz über 100 Meter in der U18 erreichte. Im gleichen Jahr konnte er über 100 Meter das Finale bei den Deutschen Jugendmeisterschaften erreichen, in welchem er den 4. Platz erreichte.
Bei den U20-Weltmeisterschaften 2018 in Tampere gelang es ihm, zusammen mit der 4-mal-100-Meter-Staffel des Deutschen Leichtathletik-Verbandes (DLV), erstmals einen internationalen Erfolg zu feiern. Er führte die Staffel als Startläufer an, die anschließend den 3. Platz errang. Dies war gleichzeitig auch sein erster Einsatz bei internationalen Meisterschaften.
2019 wurde er bei den U20-Europameisterschaften 2019 in Borås mit der 4-mal-100-Meter-Staffel Europameister. Eine Medaille im Einzelstart über 100 Meter verpasste er als Vierter.
Bei den Deutschen Jugendmeisterschaften wurde er Deutscher Meister über die 100-Meter-Distanz in der U20.
Seit Beginn der Saison 2019/20 gehört Lucas Ansah-Peprah zum Perspektivkader des Deutschen Leichtathletik-Verbandes (DLV).
Während er noch bei den Deutschen Meisterschaften 2020 nur auf den 5. Platz kam, gelang ihm bei den World Athletics Relays 2021, den inoffiziellen Staffel-Weltmeisterschaften, der absolute Durchbruch: Als 4-mal-200-Meter-Staffel gewannen Steven Müller, Felix Straub, Lucas Ansah-Peprah und Owen Ansah die Goldmedaille. Ebenfalls 2021 stellte Ansah-Peprah bei der Veranstaltung Road to Tokyo in Mannheim mit 10,25 s über 100 Meter den Hamburger Rekord aus dem Jahr 1972 von Jobst Hirscht (SV Polizei Hamburg) ein.
Bei den Deutschen Meisterschaften 2021 in Braunschweig gewann Lucas Ansah-Peprah die Silbermedaille über 100 Meter. Als Belohnung für seine Leistungen wurde er für die Olympischen Spiele in Tokio nominiert. In der 4-mal-100-Meter-Staffel, die sich im Finale den sechsten Platz sicherte, kam Ansah-Peprah im Vor- und Endlauf jeweils als Schlussläufer zum Einsatz. Er startet auf nationaler Ebene für den Hamburger SV.
Bei den Europameisterschaften 2024 in Rom, gewann er mit der 4-mal-100-Meter-Staffel Bronze.
Im Juli 2024 erzielte Ansah-Peprah beim Meeting in La Chaux-de-Fonds über 100 Meter mit 10,00 s eine neue persönliche Bestzeit. Dies ist die zweitbeste jemals von einem Deutschen über diese Strecke gelaufene Zeit.

## Bestleistungen
Halle
- 60 m: 6,68 s
- 4 × 200 m: 1:27,34 s

Freiluft
- 100 m: 10,00 s
- 200 m: 20,62 s
- 4 × 100 m: 37,99 s

## Erfolge
national
- 2017 1. Platz Norddeutsche U18-Meisterschaften (100 m)
- 2017 4. Platz Deutsche U18-Meisterschaften (100 m)
- 2018 2. Platz Norddeutsche U20-Hallenmeisterschaften (60 m)
- 2018 5. Platz Deutsche U20-Hallenmeisterschaften (60 m)
- 2018 4. Platz Deutsche U20-Meisterschaften (100 m)
- 2019 1. Platz Norddeutsche U20-Hallenmeisterschaften (60 m)
- 2019 5. Platz Deutsche U20-Hallenmeisterschaften (60 m)
- 2019 1. Platz Deutsche U20-Meisterschaften (100 m)

international
- 2018 3. Platz U20-Weltmeisterschaften (4 × 100 m)
- 2019 4. Platz U20-Europameisterschaften (100 m)
- 2019 1. Platz U20-Europameisterschaften (4 × 100 m)
- 2021 1. Platz World Athletics Relays (4 × 200 m)